# (4517) Ralpharvey
(4517) Ralpharvey – planetoida z pasa głównego asteroid okrążająca Słońce w ciągu 3 lat i 63 dni w średniej odległości 2,16 j.a. Została odkryta 30 września 1975 roku w Obserwatorium Palomar przez Schelte Busa. Nazwa planetoidy pochodzi od Ralpha Harveya (ur. 1960), badacza meteorytów. Przed jej nadaniem planetoida nosiła oznaczenie tymczasowe (4517) Ralpharvey (1975 SV).